# Tervia
Tervia is een geslacht van mosdiertjes uit de familie van de Terviidae en de orde Cyclostomatida. De wetenschappelijke naam ervan werd in 1882 voor het eerst geldig gepubliceerd door de Franse zoöloog Jules Jullien.

## Soorten
- Tervia brevovicella Silén, 1951
- Tervia irregularis (Meneghini, 1844)
- Tervia jellyae Harmer, 1915
- Tervia pourtalesii (Smitt, 1872)
- Tervia solida Jullien, 1882

Niet geaccepteerde soort:
- Tervia superba Jullien, 1882 → Tervia irregularis (Meneghini, 1844)